# 保羅·馬斯特頓

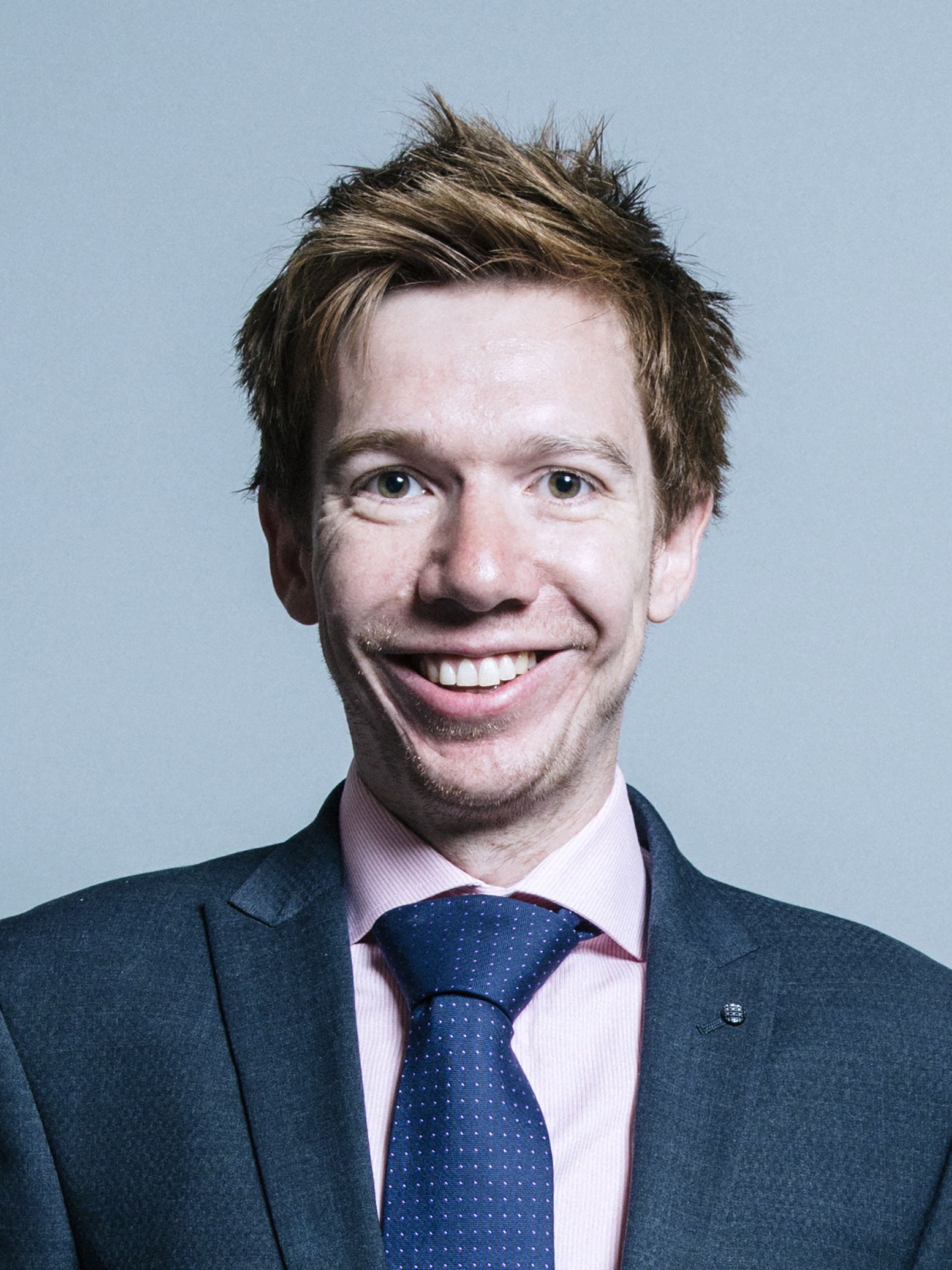
保羅·馬斯特頓

保羅·馬斯特頓（英語：Paul Masterton；1985年11月2日—）是英國蘇格蘭的一位政治人物，黨籍是保守黨。在2017至2019年，他是東倫弗魯郡選區選出的英國下議院議員。在當選國會議員之前，他曾競選蘇格蘭議會議員。馬斯特頓畢業於鄧迪大學。

## 外部連結
- 英国的個人檔案
- 公鞭記載的投票紀錄
- TheyWorkForYou記載的紀錄